# Nieuw-Strijen
Nieuw-Strijen, aujourd'hui Strijenham, est une ancienne commune néerlandaise de la province de Zélande, située sur l'île de Tholen.
Cette commune a été supprimée dès 1813 et réunie à la commune de Poortvliet.